# Tobee
Tobee (* 24. Juni 1985 in Geislingen an der Steige; eigentlich Tobias Riether) ist ein deutscher Partyschlagersänger, Konzertveranstalter und Zahnarzt.

## Karriere
Tobias Riether lernte in seiner Jugend mehrere Instrumente und nahm Gesangsunterricht. Mit 15 gründete er eine Rock-Coverband, mit 18 gewann er einen Talentwettbewerb in Partymusik und wurde Leadsänger einer baden-württembergischen Showband.
Einen ersten Erfolg hatte er 2006 mit dem selbstgeschriebenen Titel Die Ina. Er fand in Köln bei Xtreme Sound Produzenten, die das Lied auf zahlreichen Partysamplern unterbrachten. Im Jahr darauf hatte er mit Banane, Zitrone einen Hit, der auf dem Ballermannhits-Sampler landete und dazu führte, dass er seitdem fest im Bierkönig auf Mallorca engagiert ist. Es folgten weitere Hits wie die Remakes Lotusblume, im Original von den Flippers, Westerland von den Ärzten und Eine weiße Rose von den Kastelruther Spatzen.
2008 nahm der Major EMI Tobee unter Vertrag und produzierte für die Fußball-EM den Song ’72, ’80, ’96, 2008, der zumindest vom Titel her an den Hit ’54, ’74, ’90, 2006 der Sportfreunde Stiller zur Fußball-WM zwei Jahre zuvor erinnerte. Damit hatte Riether erstmals einen Charthit und erreichte Platz 70 der deutschen Singlecharts. Mittlerweile gehört Tobee zu den etablierten Entertainern auf Sommer- wie Winterpartys.
Im Sommer 2009 hatte der Sänger zusammen mit Chris Andrews seinen zweiten Charterfolg. Andrews Hit Pretty Belinda aus dem Jahr 1969 wurde um einen deutschen Refrain und um ein untergehendes Schlauchboot ergänzt und so zum Sommer-Partyhit.
Im Sommer 2014 erschien seine Single Blau wie das Meer, seit deren Erscheinen er sich mit Plagiatsvorwürfen auseinandersetzen muss. Die Single weist starke Ähnlichkeiten mit dem gleichnamigen Lied der Gruppe Mr. Hurley & die Pulveraffen auf.
Sein im Dezember 2017 erschienener Song Helikopter 117 (Mach’ den Hub Hub Hub), der am 8. März 2019 in die deutschen Singlecharts einstieg, erhielt im Oktober 2020 eine Goldene Schallplatte für 200.000 verkaufte Einheiten und im Juli 2023 die Platin-Schallplatte. Es ist ein Cover des Songs „Medicopter Mainz17“ (in Anlehnung an die Fernsehserie Medicopter 117 – Jedes Leben zählt), der auf den Medimeisterschaften 2017 bekannt geworden ist und in dem Jahr über längere Zeit den 1. Platz der deutschen Spotify Viral Charts belegte.
Neben seiner Karriere als Sänger hat Tobee mit „Brainstall“ ein eigenes Label und ist als Produzent für andere Künstler aktiv, wie z. B. DJ Düse, Vroni, Daaan oder Danito Lopez.

## Privates
Tobias Riether hat im Jahr 2017 erfolgreich sein Studium der Zahnmedizin an der Universität Ulm beendet und ist seither neben seinen Auftritten als Zahnarzt tätig. Zum Sommersemester 2022 promovierte er zum Dr. med. dent. mit einer Dissertation zum Thema „Früherkennung von Osteoporose im CT als diagnostisches Mittel in Form einer Kurz-Screening Methode am Palatum durum“.

## Diskografie
Alben
- Überdosis Glück (2011)
- Kopfüber in die Nacht (2014)
- Jetzt ist der Teufel los (2017)
- Helikopterhits - Best Of (2019)

Singles
- Die Ina (2006)
- Banane, Zitrone (2007)
- Lotusblume (2007, DE: Gold)
- ’72, ’80, ’96, 2008 (2008)
- Eine weiße Rose (2008)

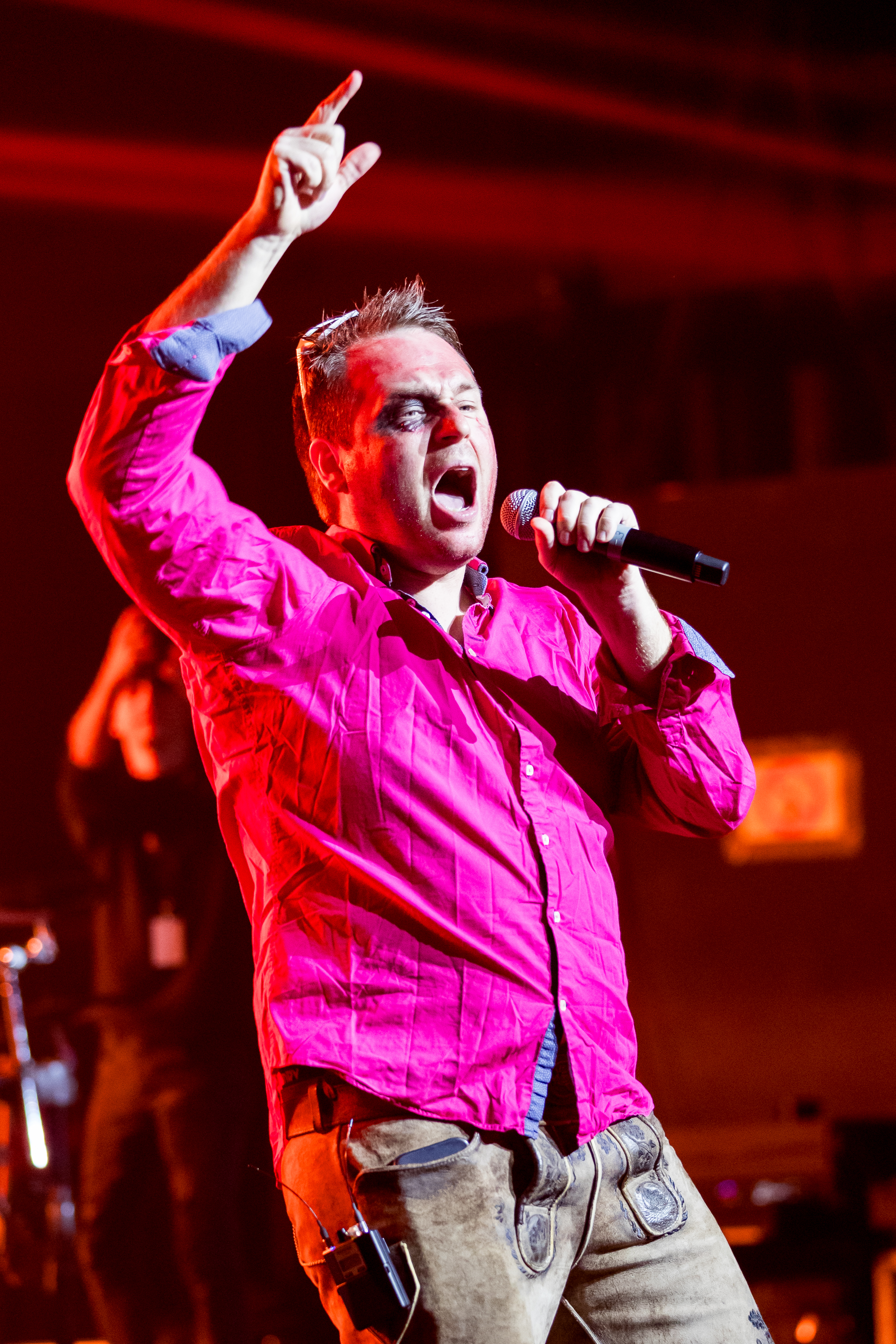
Tobee bei Malloween in Mannheim (2023)

- Pretty Belinda – Schlauchboot (Chris Andrews & Tobee, 2009)
- Pretty Belinda – Skilift (2009)
- Tausendmal du (mit Marry, 2010)
- 1000 Feuer (Afrika 2010) (2010)
- Vogelwiese (2010)
- Helioo (2011)
- Überdosis Glück (2011)
- Du ich trink dich schön (2011)
- 72, 80, 96, 2012 (2012)
- Du bist mein Licht (2012)
- Rock’n Roll Party HitMix (2012)
- Über alle Berge (2012)
- Orca vor Mallorca (2013)
- Kopfüber in die Nacht (2013)
- White Christmas (Chris Andrews & Tobee, 2013)
- Après-Ski ist wie Mallorca nur im Schnee (2013)
- Orca vor Mallorca (Après-Ski-Version, 2014)
- Blau wie das Meer (2014, Mallorca-Hit)
- Blau wie der Berg (2014)
- Jetzt ist der Teufel los (2014)
- Besoffene Deutsche – Die Bierkönig Hymne (2015)
- Auf die Plätze, fertig, Prost – Die Alpenpolonäse (2015)
- Aua im Kopf (Morgen sind wir schlauer…) (2016)
- Thank God It’s Christmas Time (2016)
- 3 Promille (doch da geht noch was) (2016)
- Der Bass muss fi**** (2017)
- Rosalie (Bei Dir komm’ ich nicht zum schlafen) (2017)
- Ab jetzt wird morgen scheiße (feat. Deejay Patrick Palma) (2017)
- Helikopter 117 (Mach’ den Hub Hub Hub) (2017, AT: Gold)
- Can You English Please? (feat. Micaela Schäfer) (2018)
- Heute schütte ich mich zu (Mit Gefühl – Schubidu) (2018)
- Cordula Grün (2018)
- Saufi saufi (2019)
- Oh le le (Wochenende geil) (feat. Ivan Fillini) (2019)
- Mir fällt die Decke auf den Kopf (2020)
- Holz vor der Tür (2020)
- Marie (Ich will nur, dass du tanzt) (2021)
- Hey Bobby (Richtig einen Brennen) (2021)
- Saufi, Saufi (Hardstyle Mix) (2021)
- Der Bass muss F***** (Raisinger Hardstyle Mix) (2022)
- Mallorca Kinder (Wir sind wieder hier) (2022)
- Bierpong (2022)
- Lieblingsmensch mit Saskia Leppin (2023)
- Helikopter 117 (Mach’ den Hub Hub Hub) - Nooon Remix (2023)
- Helikopter 117 (Mach’ den Hub Hub Hub) - Felix Harrer Remix (2023)
- Blau unterm Baum (2023)
- Huren und Söhne GmbH mit Rick Arena (2024)
- Mozart (Ciao Niveau) (2024)
- Bierkönig Kinder (Wir sind wieder hier) (2024)
- DFG (Dumm f**** gut) (2024)
- Bella Napoli (2024)

Videoalben
- Tobee – Live in Concert (2012)

## Auszeichnungen
- 2010: Das deutsche Hitparadenmikro auf RTL II in der Kategorie „Bestes Duett“ (Tausendmal du, mit Marry)
- 2010: PartyMusic Award Top-Of-The-Mountains
- 2011: PartyMusic Award Top-Of-The-Mountains
- 2012: PartyMusic Award Top-Of-The-Mountains
- 2014: PartyMusic Award Top-Of-The-Mountains
- 2015: PartyMusic Award Top-Of-The-Mountains (Bester Sommerhit: „Jetzt ist der Teufel los“)
- 2015: Ballermann-Award
- 2019: Ballermann-Award[12]
- 2020: Ballermann-Award Kategorie „Bester Entertainer Männlich“
- 2023: Ballermann-Award